# Jan Beekmans
Johannes Adrianus Petrus Maria (Jan) Beekmans (Gorinchem, 7 mei 1927 – Borken, 25 januari 2008) was een Nederlands kno-arts en politicus voor D66.
Afkomstig uit een politiek nest (zijn vader was boekhandelaar en gemeenteraadslid in Gorinchem), ging Beekmans na de HBS geneeskunde studeren in Leiden. Na zijn specialisatie in de otorinolaryngologie, studeerde hij ook nog enkele jaren egyptologie, op welk gebied hij een verwoed verzamelaar was. Hij was een van de oprichters van D66. Tussen 1968 en 1971 was hij de landelijk voorzitter van die partij.
Van 1972 tot 1977 was hij voor D66 lid van de Tweede Kamer. Hij was aanvankelijk woordvoerder volksgezondheid en landbouw, later hield hij zich ook bezig met financiën en onderwijs.
Na de verkiezingen van 1977 keerde hij niet terug in de Tweede Kamer. Teleurgesteld in de koers die de partij was gaan varen, keerde hij D66 eind jaren zeventig de rug toe, om lid te worden van de PvdA. Voor deze partij zou hij geen functies vervullen.